# Antigua és Barbuda a 2016. évi nyári olimpiai játékokon
Antigua és Barbuda a brazíliai Rio de Janeiróban megrendezett 2016. évi nyári olimpiai játékok egyik részt vevő nemzete volt. Az országot az olimpián 2 sportágban 8 sportoló képviselte, akik érmet nem szereztek.

## Atlétika
Férfi
| Versenyző                                              | Versenyszám     | Selejtező | Selejtező | Selejtező | Előfutam | Előfutam | Előfutam | Elődöntő         | Elődöntő         | Elődöntő         | Döntő   | Döntő    |
| Versenyző                                              | Versenyszám     | Idő       | Hely.     | Össz.     | Idő      | Hely.    | Össz.    | Idő              | Hely.            | Össz.            | Idő     | Helyezés |
| ------------------------------------------------------ | --------------- | --------- | --------- | --------- | -------- | -------- | -------- | ---------------- | ---------------- | ---------------- | ------- | -------- |
| Daniel Bailey                                          | 100 m           | kiemelt   | kiemelt   | kiemelt   | 10,20    | 2.       | 22.**    | nem állt rajthoz | nem állt rajthoz | nem állt rajthoz | kiesett | kiesett  |
| Cejhae Greene                                          | 100 m           | kiemelt   | kiemelt   | kiemelt   | 10,20    | 4.       | 22.**    | 10,13            | 7.               | 18.*             | kiesett | kiesett  |
| Chavaughn Walsh Cejhae Greene Jared Jarvis Tahir Walsh | 4 × 100 m váltó |           |           |           | 38,44    | 6.       | 12.      |                  |                  |                  | kiesett | kiesett  |

Női
| Versenyző           | Versenyszám | Selejtező | Selejtező | Döntő    | Döntő    |
| Versenyző           | Versenyszám | Eredmény  | Helyezés  | Eredmény | Helyezés |
| ------------------- | ----------- | --------- | --------- | -------- | -------- |
| Priscilla Frederick | Magasugrás  | 189 cm    | 28.       | kiesett  | kiesett  |

* - egy másik versenyzővel azonos eredményt ért el

** - három másik versenyzővel azonos eredményt ért el

## Úszás
Férfi
| Versenyző          | Versenyszám | Előfutam | Előfutam | Előfutam | Elődöntő | Elődöntő | Elődöntő | Döntő   | Döntő    |
| Versenyző          | Versenyszám | Idő      | Hely.    | Össz.    | Idő      | Hely.    | Össz.    | Idő     | Helyezés |
| ------------------ | ----------- | -------- | -------- | -------- | -------- | -------- | -------- | ------- | -------- |
| Noah Mascoll-Gomes | 200 m gyors | 1:53,16  | 5.       | 44.      | kiesett  | kiesett  | kiesett  | kiesett | kiesett  |

Női
| Versenyző        | Versenyszám | Előfutam | Előfutam | Előfutam | Elődöntő | Elődöntő | Elődöntő | Döntő   | Döntő    |
| Versenyző        | Versenyszám | Idő      | Hely.    | Össz.    | Idő      | Hely.    | Össz.    | Idő     | Helyezés |
| ---------------- | ----------- | -------- | -------- | -------- | -------- | -------- | -------- | ------- | -------- |
| Samantha Roberts | 50 m gyors  | 27,95    | 3.       | 57.      | kiesett  | kiesett  | kiesett  | kiesett | kiesett  |